# Steph Houghton
Stephanie Jayne Houghton, MBE (født 23. april 1988) er en engelsk fodboldspiller, der både spiller for og er anfører for Manchester City og England.
Siden hendes debut i 2007 har hun spillet over 80 gange for England. Hun blev alvorligt skadet kort tid før VM 2007 og EM 2009, men var klar til at spille igen ved VM 2011 og EM 2013. Hun blev anfører for England i januar 2014. Ved sommer-OL 2012 scorede hun tre mål for Storbritannien.

## Hæder

### Klub
Arsenal
- FA WSL: 2011, 2012
- FA WSL Cup: 2012, 2013
- FA Women's Cup: 2010–11, 2012–13

Manchester City
- FA WSL: 2016
- FA WSL Cup: 2014, 2016
- FA Women's Cup: 2016–17

### International
- Cyprus Cup: 2009, 2013, 2015